# Nitrato de cadmio
El nitrato de cadmio se refiere a cualquiera de los compuestos inorgánicos de fórmula general Cd(NO3)2.xH2O. La forma anhidra es volátil pero las demás son sales. Todos son sólidos cristalinos incoloros que absorben la humedad del aire y se convierte en líquido, es decir, delicuescente. Los compuestos de cadmio son conocidos por ser carcinogénicos.

## Usos
El nitrato de cadmio se utiliza para la coloración del vidrio y la porcelana y también como pólvora destellante en fotografía.

## Preparación
El nitrato de cadmio se prepara disolviendo su metal, su óxido, hidróxido o carbonato en ácido nítrico, seguido por un proceso de cristalización.
CdO + 2HNO3 → Cd(NO3)2 + H2O
CdCO3 + 2 HNO3 → Cd(NO3)2 + CO2 + H2O
Cd + 4 HNO3 → 2 NO2 + 2 H2O + Cd(NO3)2

## Reacciones
La disociación térmica a temperaturas elevadas produce óxido de cadmio y óxidos de nitrógeno. Cuando se pasa a ácido sulfhídrico a través de una solución acidificada de nitrato de cadmio, sulfuro de cadmio. Una modificación roja del sulfuro se forma bajo condiciones de ebullición.
En una solución con soda cáustica, el óxido de cadmio forma un precipitado de hidróxido de cadmio. Varias sales insolubles de cadmio se obtienen mediante tales reacciones de precipitación.